# کامران حکیم
کامران حکیم (زاده ۱۹۴۱ در ایران) یک کارآفرین، سرمایه‌گذار و تاجر ایرانی-آمریکایی است. او از سازندگان و اجاره‌دهندگان عمده ملک در شهر نیویورک به حساب می‌آید. حکیم یکی از صاحبان هتل پلازا در نیویورک است.

## پس‌زمینه
حکیم در خانواده‌ای یهودی در ایران زاده شد و همراه خانواده خود به ایالات متحده آمریکا مهاجرت کرد. او در سال ۱۹۷۸ «سازمان حکیم» را بنیان‌نهاد. حکیم در طول زندگی حرفه‌ای خود از مطبوعات و رسانه دوری گزیده‌است.

## زندگی حرفه‌ای

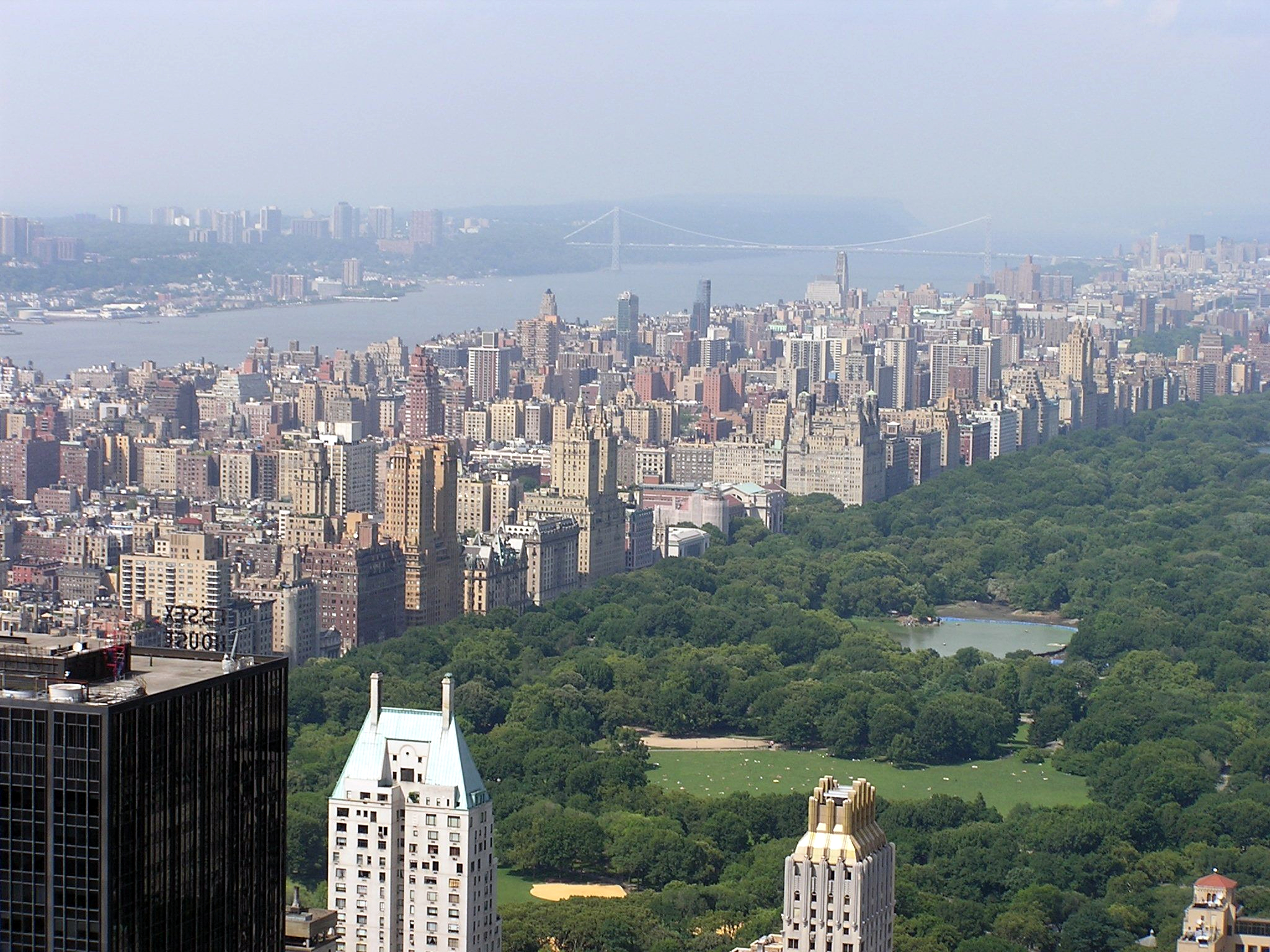
محله آپر وست ساید و پارک مرکزی نیویورک

حکیم بیش از ۲۰۰ ساختمان را در نیویورک تحت مالکیت خود دارد. بیشتر ساختمان‌های مذکور در محله‌های آپر وست ساید و آپر ایست ساید در بخش منهتن است. کامران حکیم و اسکات حکیم، پسر او، در سال ۲۰۰۳ ساختمان مسکونی «انتم» را با سرمایه‌گذاری ۱۵۰ میلیون دلاری در میدتاون منهتن افتتاح کردند.
او در سال ۲۰۱۲ با شراکت وکیلی به نام فرهاد اسحاق‌پور، ساختمان تاریخی ال‌رویال در لس آنجلس را با مبلغ ۲۹٫۶ میلیون دلار خریداری کرد. وی در سال ۲۰۱۷ به همراه شرکای خود یکی از بزرگترین زمین‌های خالی در بروکلین نیویورک را خریداری کرد.

### هتل پلازا

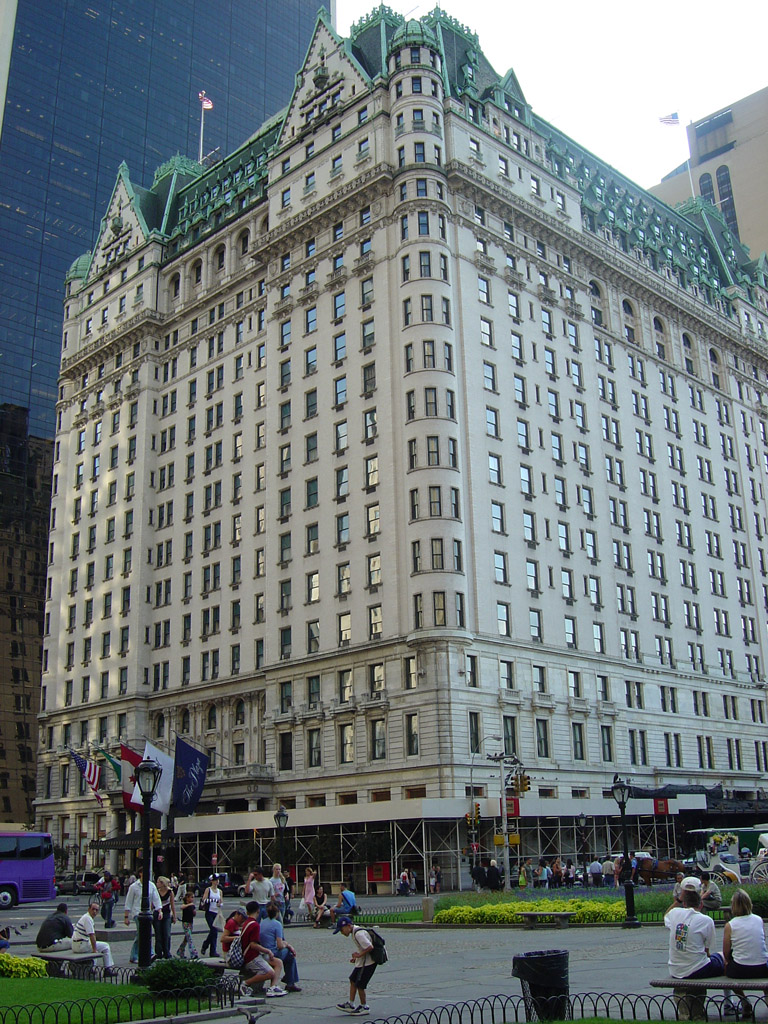
هتل پلازا نیویورک

کامران حکیم و شاهال خان، سرمایه‌گذار اهل دبی، در سال ۲۰۱۸ بخشی از هتل پلازای نیویورک را به مبلغ ۶۰۰ میلیون دلار خریداری‌کردند. بخش دیگر این هتل در تملک ولید بن طلال، شاهزاده سعودی، می‌باشد. هتل پلازای نیویورک از ساختمان‌های تاریخی این شهر است و در اداره اماکن تاریخی آمریکا ثبت ملی شده‌است.

## حاشیه‌ها
او از سال ۲۰۱۳ تا ۲۰۱۶ به همراه شریک‌های خود اقدام به خرید بخشی از زمین‌های لانگ آیلند سیتی با مبلغ ۷۵۰ میلیون دلار کرد. هدف از این مجموعه خریدها ساخت بلندترین آسمان‌خراش نیویورک خارج از بخش منهتن بود. این پروژه در سال ۲۰۱۶ به دلیل نبود بودجه کافی، متوقف شد و زمین‌های خریداری‌شده به مبلغ ۱۷۳ میلیون دلار فروخته‌شد.
حکیم در سال‌های ۲۰۱۵ و ۲۰۱۶ توسط شورای شهر نیویورک در «فهرست بدترین اجاره‌دهندگان ملک» قرار گرفت. او به همین خاطر از لتیشا جیمز، رئیس شورای شهر نیویورک، با غرامت درخواستی ۱۵ میلیون دلار شکایت کرد. حکیم همچنین در دادگاه عالی نیویورک شکایت خود را برای انحلال کامل این فهرست طرح کرده‌است.

## زندگی شخصی
همسر کامران حکیم، الن منوچهریان است. خانواده منوچهریان نیز از سرمایه‌گذاران اصلی ملک در نیویورک هستند. او سه فرزند با نام‌های اسکات حکیم، وندی حکیم جیف و کاترین حکیم برادسکی دارد.